# Akakage
Акакагэ (яп. 赤影, букв. Красная тень) — японский супергерой, с момента своего создания в 1966 году появлявшийся во многих произведениях: манге, аниме- и токусацу-сериалах, фильмах и телешоу. Впервые был изображен в манге Мицутэру Ёкоямы в 1966 году.

## Персонаж
Красная тень (яп. 赤影 Акакагэ) был создан мангакой Мицутэру Ёкоямой. Это ниндзя, одетый в красный костюм и носящий маску на лице. Он участвует в различных приключениях во времена периода Сэнгоку в Японии. У него есть два спутника: Синяя тень (яп. 青影 Аокагэ) и Белая тень (яп. 白影 Сирокагэ). Вместе они сражаются против злых военачальников, волшебников и громадных чудовищ, используя высокотехнологичное оружие.

## Манга
Оригинальная манга, созданная Мицутэру Ёкоямой, выходила в журнале Weekly Shonen Sunday с 45 выпуска в 1966 году по 48 выпуск в 1967 году. Она была выпущена в трех томах издательством Shogakukan, Inc. под лейблом Sunday Comics в 1970 году. С тех пор она не раз переиздавалась.
В 1987 году, одновременно с выходом аниме, манга заново печаталась в журнале Weekly Shonen Champion издательства Akita Shoten. Новое издание манги состояло из 2х томов. В 2000-х годах переиздание манги было выпущено издательством Kodansha в двух томах.

## Телесериал
В 1967 году был выпущен телесериал Акакагэ, ниндзя в маске (яп. 仮面の忍者 赤影 Kamen no Ninja Akakage). Он был создан компанией Toei. Премьерный показ сериала состоялся по японским телеканалам KTV и Fuji TV с 5 апреля 1967 года по 27 марта 1968 года по средам в 19:00-19:30. Было выпущено всего 52 серии. Сюжет сериала делится на 4 сюжетные арки.
Это был так же первый сериал жанра токусацу студии Toei выпущенный в цветном формате.
Роли играли:
- Акакагэ — Юдзабуро Сакагути
- Аокагэ — Ёсинобу Канэко
- Сирокагэ — Маки Фуюкити

Изначально сериал издавался на 8 видеокассетах Toei Video. С 25 ноября 1992 по 25 ноября 1993 года компания выпустила сериал на лазерных дисках, а с 10 августа 2002 по 21 мая 2003 года выходило DVD-издание.
В 1980 году вышел саундтрек к сериалу The Masked Ninja Red Shadow (Original Soundtrack) под лейблом King Records.

## Фильм
- В 1969 году вышел полнометражный фильм Ninjascope — The Magic World of the Ninjas, являющийся компиляцией серий первой половины сериала.
- В 2001 году вышел боевик-комедия «Красная тень» (яп. 赤影 Акакагэ) в интерпретации японского режиссёра Хироюки Накано.

## Аниме
В 1987 году вышел аниме-сериал, ставший сиквелом к оригинальному телесериалу, созданный студией Toei Animation. Он транслировался по японскому каналу Nippon Television с 13 октября 1987 года по 22 марта 1988 года. Было выпущено всего 23 серии, но по телевидению показано лишь 22, так как 18 серия была пропущена.

Обложка аниме

Главных героев озвучивают Масако Нодзава (Аокагэ), Тэссё Гэнда (Сирокагэ, рассказчик) и Тосио Фурукава (Акакагэ).
Музыкальные композиции к вступительной и закрывающей заставкам исполнены Young Fresh и The Vocal Shop. Вступительная песня называется Ninja March, завершающая — Song of Red Shadow.

### Видеоигра
На основе аниме в 1988 году была выпущена 8-битная игра для приставки Famicom студией Toei. Музыка к игре была исполнена группой Jaywalk.

## Полнометражный фильм
Довольно свободный ремейк оригинального сериала «Красная тень» (яп. RED SHADOW 赤影 Рэддо Сядо: Акакагэ) — японский приключенческий боевик с элементами комедии, снятый Хироюки Накано. Это полнометражный фильм с живыми актёрами. Вышел на экраны 11 августа 2001 года. Дизайн персонажей был полностью переработан.
В главных ролях сыграли Масанобу Андо (Акакагэ), Дзюн Мураками (Аокагэ) и Наото Такэнака (Сирокагэ).

## Kamen no Ninja Akakage Remains
В журнале Play Comic издательства Akita Shoten была опубликована новость, что с 25 мая 2012 года будет выходить новая манга-серия Kamen no Ninja Akakage Remains. Автором новой манги станет Масаоми Кандзаки. Сюжет будет основан на том же конфликте между Акакагэ и Гэнёсай Когэ, что и оригинальная манга, но дизайн персонажей и их снаряжения будет улучшен.